# Амплитудная манипуляция

Передача двоичной последовательности с помощью амплитудной манипуляции

Амплиту́дная манипуля́ция (АМн; англ. Amplitude shift keying [ASK]) — вид манипуляции, при котором скачкообразно меняется амплитуда несущего колебания в зависимости от значения символа информационной последовательности.
Формула для сигнала с амплитудной манипуляцией имеет вид:
{\displaystyle u_{\text{am}}(t)=A(c(t)+B)\cos(\omega _{0}t),}
где {\displaystyle A} — константа, {\displaystyle c(t)} — информационная последовательность, {\displaystyle B} — константа. Значение {\displaystyle B} выбирается, исходя из нужных значений амплитуды сигнала на выходе передатчика.
Комплексная огибающая сигналов с амплитудной манипуляцией имеет вид:
{\displaystyle U_{\text{am}}(t)=A(c(t)+B).}

## Двоичная амплитудная манипуляция
Для двоичной манипуляции {\displaystyle c(t)} принимает два значения {\displaystyle 0} или {\displaystyle 1}. Тогда при выборе {\displaystyle B=0} имеем амплитуду сигнала, равную {\displaystyle 0} или {\displaystyle A}, при выборе {\displaystyle B=1} имеем амплитуду сигнала, равную {\displaystyle A} или {\displaystyle 2A}.

## Многопозиционная амплитудная манипуляция
Спектральная эффективность сигналов с амплитудной манипуляцией может быть существенно повышена, если использовать большее количество значений амплитуды радиосигнала. В этом случае {\displaystyle c(t)} представляет собой многоуровневый информационный сигнал, представляющий собой последовательность канальных символов с возможными значениями {\displaystyle 0,1,2...M-1}. Для перехода к многоуровневой манипуляции можно сгруппировать биты исходного информационного сообщения в группы по {\displaystyle \log _{2}M} битов, где {\displaystyle M} — основание канального алфавита (число уровней манипуляции), и каждой группе сопоставить одно из {\displaystyle M} значений амплитуды радиосигнала. Например, для 8-ми позиционной амплитудной манипуляции {\displaystyle (M=8)} имеем восемь групп {\displaystyle [000,001,010,011,100,101,110,111]}. Каждой группе соответствует некоторая амплитуда радиосигнала из множества {\displaystyle [0,A,2A,3A,4A,5A,6A,7A]}. Таким образом, получается многоуровневый (многопозиционный) сигнал M-ASK, амплитуда которого принимает одно из {\displaystyle M} возможных значений на интервале длительности канального символа. 
Энергетический спектр комплексной огибающей сигналов с М-позиционной амплитудной манипуляцией (для {\displaystyle B=0}) имеет вид:
{\displaystyle G(f)={\frac {A^{2}T_{c}}{4}}({\frac {\sin(\pi fT_{c})}{\pi fT_{c}}})^{2}(1+{\frac {1}{T_{c}}}\delta (f))},
где {\displaystyle T_{c}=T_{b}\log _{2}M} — длительность одного канального символа, {\displaystyle \delta (f)} — дельта-функция, её появление в спектре связано с тем, что сигнальное созвездие сигналов с амплитудной манипуляцией несимметрично относительно начала координат.  
Многопозиционный сигнал имеет в {\displaystyle \log _{2}M} меньшую ширину главного лепестка и более низкий уровень боковых лепестков, т.е. имеет большую спектральную эффективность по сравнению с двухуровневым сигналом.
Амплитудная манипуляция имеет невысокую энергетическую эффективность (так как средний уровень мощности существенно меньше максимального), имеет большой пик-фактор, поэтому требует высокой линейности усилительной характеристики и большого динамического диапазона усилителя мощности. Влияние аддитивного шума или помехи непосредственно изменяет амплитуду сигнала, поэтому амплитудные виды модуляции не обладают высокой помехоустойчивостью. Однако они достаточно просты в реализации. Амплитудная манипуляция имеет ограниченное применение.
Вероятность ошибочного когерентного приёма бита при использовании сигналов с М-позиционной амплитудной манипуляцией и кода Грея (значения соседних точек сигнального созвездия отличаются на один бит) в условиях аддитивного белого гауссова шума имеет вид:
{\displaystyle p_{\text{ош}}={\frac {2(M-1)}{M\log _{2}M}}Q({\sqrt {{\frac {6\log _{2}M}{M^{2}-1}}{\frac {E_{b}}{N_{0}}}}})},
где {\displaystyle Q(x)={\frac {1}{\sqrt {2\pi }}}\int \limits _{x}^{\infty }\exp \left(-{\frac {u^{2}}{2}}\right)\,du={\frac {1}{2}}\operatorname {erfc} \left({\frac {x}{\sqrt {2}}}\right)} — Q-функция, {\displaystyle E_{b}} — энергия, затрачиваемая на передачу одного бита, {\displaystyle N_{0}} — спектральная плотность белого шума.
Таким образом, при увеличении основания канального алфавита вероятность ошибочного приема бита увеличивается, то есть помехоустойчивость приёма сигналов с амплитудной манипуляцией уменьшается.

## Применение
При работе с азбукой Морзе радиолюбители используют амплитудную манипуляцию. В передатчике этот метод реализуется наиболее просто по сравнению с другими видами манипуляции (в простейшем случае — просто включается и выключается электрическое питание передатчика).
Соответственно, включение или выключение выполняется оператором с помощью телеграфного ключа или с помощью автоматического формирователя телеграфных посылок (датчика кода Морзе). Огибающая радиоимпульса (элементарной посылки — точки или тире) практически, естественно, не прямоугольная, а имеет плавно нарастающий передний фронты и плавно спадающий спад. Если фронт и спад сделать очень короткими, то ширина спектра сигнала может стать недопустимо большой, что создаст помехи радиостанциям работающим на соседних частотах.